# Peltocalathos baurii
Peltocalathos baurii là một loài thực vật có hoa trong họ Mao lương. Loài này được (Macowan) Tamura mô tả khoa học đầu tiên năm 1992.